# بنی لحسن
بنی لحسن (به عربی: بنی لحسن) یک شهرداری در الجزایر است که در استان تسمسیلت واقع شده‌است.